# Telmatobius atacamensis
Telmatobius atacamensis är en groddjursart som beskrevs av José María Alfono Félix Gallardo 1962. Telmatobius atacamensis ingår i släktet Telmatobius och familjen Ceratophryidae. IUCN kategoriserar arten globalt som akut hotad. Inga underarter finns listade i Catalogue of Life.